# Чигогидзе, Николай Наумович
Николай Наумович Чигогидзе (груз. ნიკოლოზ ნაუმის ძე ჩიგოგიძე, вторая половина XIX — начало XX) — грузинский общественный деятель, учёный и педагог.

## Биография

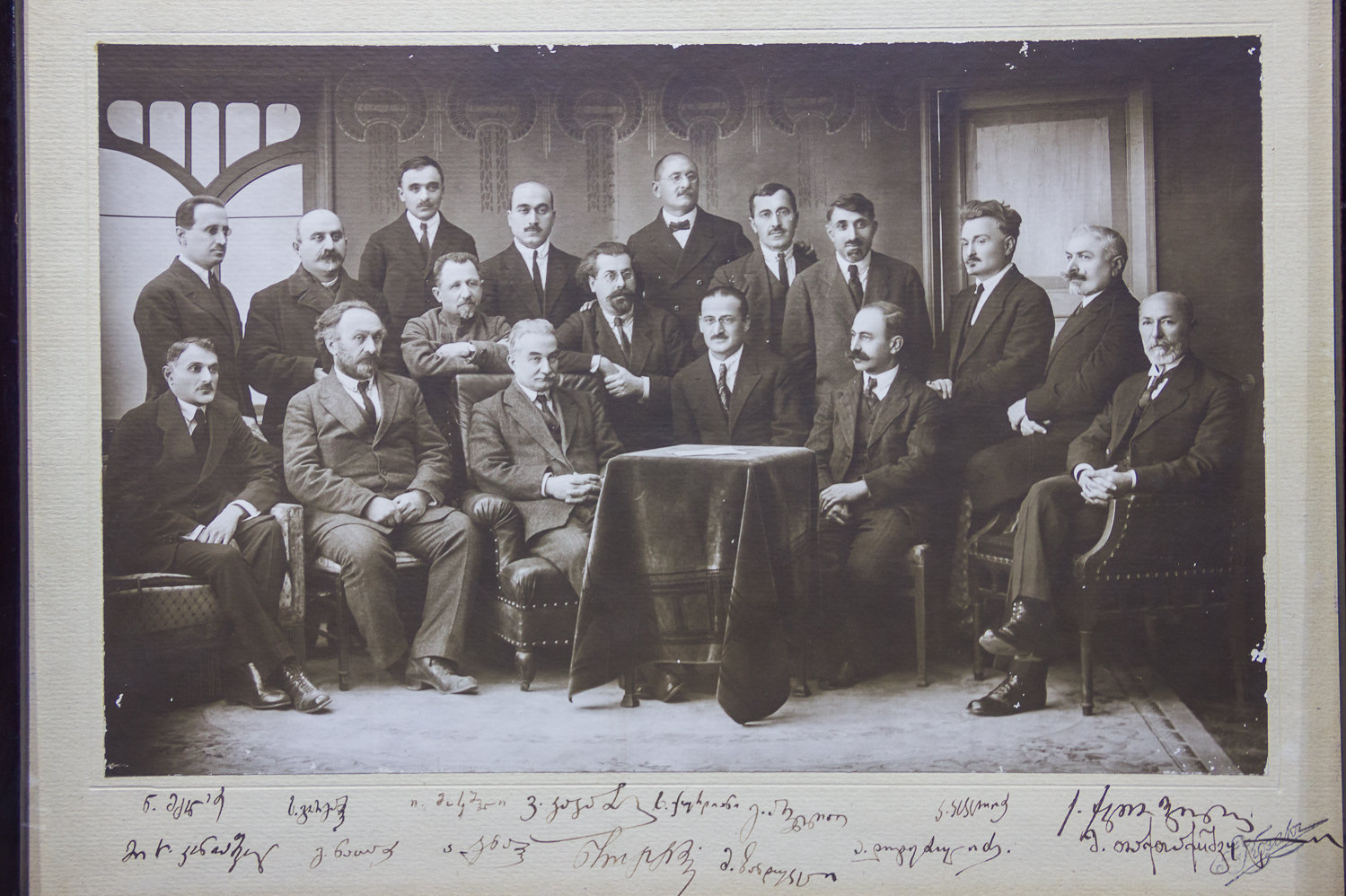
1918. Группа профессоров — основателей Тбилисского университета. Чигогидзе сидит второй ряд, справа. В первом ряду третий слева — Иване Джавахишвили

Высшее образование получил в России, окончив философский факультет. Работал учителем. Член Общества по распространению грамотности среди грузин.
В 1918 году Социалистическая революционная партия Грузии выдвинула его кандидатом в члены Национального совета (парламента) Демократической Республики Грузия. Избранный в парламент, работал в парламентской комиссии по образованию и местному самоуправлению. В феврале 1919 года баллотировался в Учредительное собрание Грузии по списку эсеров, но не был избран.